# Super-Show
Die Super-Show ist eine seit 2008 jährlich stattfindende Welttournee der K-Pop-Gruppe Super Junior.

## Geschichte

### 2008–11: Die ersten drei Super-Shows
Im Premierenjahr 2008 tourte Super Junior durch China, Südkorea und Thailand. Vom Juli 2009 bis zum April 2010 folgte die zweite Tourauflage. Erstmals fanden Konzerte in Taiwan, Malaysia und auf den Philippinen statt. Bei der zweiten Super-Show gab es insgesamt 200.000 Besucher.
Die dritte Asientournee „Super Show 3“ fand 2011 in 13 Städten statt. Für alle 20 Auftritte waren die Karten ausverkauft.

### 2011–12: Die 4. Super-Show

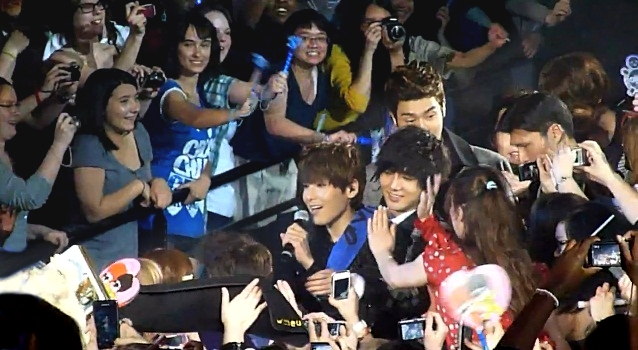
Super Junior bei einem Auftritt in Paris am 6. April 2012.

Am 6. April 2012 trat Super Junior vor 7.000 Zuschauer in Frankreich auf. In der Nacht vor dem Event hatten hunderte Fans vor dem Pariser Zenith gewartet.
Es war das erste Mal, dass Super Junior live in Europa auftrat.

### 2013: Die 5. Super-Show
Im Rahmen der 5. Super-Show führte Super Junior erstmals eine Konzert-Tournee nach Südamerika mit Debütauftritten in Argentinien, Brasilien, Chile und Peru.